# إيرين فونسيكا
إيرين فونسيكا (بالإنجليزية: Irene Fonseca)‏ هي رياضياتية أمريكية، ولدت في 10 يوليو 1956 في لشبونة في البرتغال.